# Andrena humabilis
Andrena humabilis är en biart som beskrevs av Warncke 1965. Andrena humabilis ingår i släktet sandbin, och familjen grävbin. Inga underarter finns listade i Catalogue of Life.